# Hanns Ketteler
Hanns Ketteler (* 25. Oktober 1930; † 3. April 2009) war ein deutscher Bergwerksdirektor.

## Leben
Hanns Ketteler war Bergassessor und hatte seine erste Schicht 1951 verfahren. 1961 wurde er Reviersteiger auf der Zeche Prosper II. 1968 wurde er Direktionsassistent und war beteiligt an der Errichtung von Schacht 8 als zentralem Förderschacht auf Prosper II. Mit der Übertragung der Zeche Prosper und dem gesamten Bergbauvermögen der Arenberg Bergbau-GmbH 1969 in die neugegründete Ruhrkohle AG wurde Ketteler 1970 Bergwerksdirektor von Prosper II. 1974 wurde er Direktor des neuen Verbundbergwerkes Prosper-Haniel mit über 4000 Beschäftigten in den Schachtanlagen Prosper I (1/4/5), Prosper II (2/3/8), Prosper III (6/7), Prosper IV (Schacht 9), Arenberg Fortsetzung 1/2, Jacobi 1/2, Franz Haniel 1/2, Möller 5, sowie der Kokerei Prosper. 1976 erschloss er das Bergbaugebiet Bottrop-Kirchhellen. Von 1979 bis 1993 war er Vorsitzender der Gesellschaft Prosper-Haniel.
Ketteler gilt als „Vater“ des Förderbergs, einer weltweit einzigartigen Förderanlage. Am 2. Mai 1987 besuchte Papst Johannes Paul II. auf Einladung des Katholiken Ketteler die Bottroper Schachtanlage und traf Bergleute.
1992 ging Ketteler offiziell in Ruhestand, engagierte sich aber weiterhin bei der Berliner Treuhandanstalt am Aufbau Ost, insbesondere bei der Umweltsanierung in den ostdeutschen Braunkohlerevieren.
Ketteler war 1987 Initiator der Städtepartnerschaft Bottrops mit dem ungarischen Veszprém. Er war 1974 Gründungspräsident des Bottroper Lions Club.
1971 wurde Hanns Ketteler von Kardinal-Großmeister Eugène Kardinal Tisserant, dem Kardinaldekan der katholischen Kirche zum Ritter des Ritterordens vom Heiligen Grab zu Jerusalem ernannt und am 15. Mai 1971 im Konstanzer Münster durch Erzbischof Lorenz Kardinal Jaeger, Großprior des Ordens, investiert. Zuletzt war er Offizier des Ordens. 
Er war verheiratet mit Hermine geb. Meyborg.

## Ehrungen und Auszeichnungen
- Ritter vom Heiligen Grab (1971)
- Ritter des Gregoriusorden durch Papst Johannes Paul II. (1987)[2]
- Willy-Jaeger-Preis (2009; posthum)[5]
- weitere Auszeichnungen